# Эберт, Фридрих (политик)
Фри́дрих Э́берт (нем. Friedrich Ebert; 4 февраля 1871, Гейдельберг, Германская империя — 28 февраля 1925, Берлин, Веймарская республика) — немецкий социал-демократ, один из ведущих деятелей СДПГ, лидер её правого, «ревизионистского» крыла. Первый рейхсканцлер Германии после Ноябрьской революции 1918 года, первый президент Германии (Веймарская республика, 1919—1925), а также первый в истории Германии демократически избранный руководитель государства.

## Биография

### Юность. Бременский период

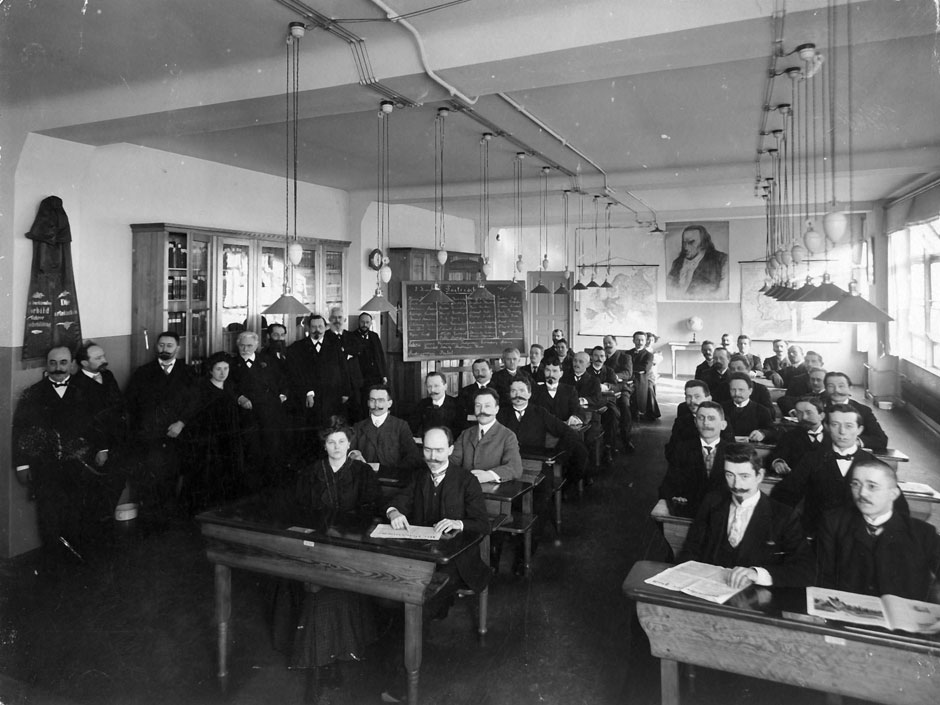
Партийная школа Социал-демократической партии Германии, 1907
Преподаватели, стоящие справа, слева направо: Хайнеман, Хуго, Шульц, Генрих (политик), Курт Розенфельд, Роза Люксембург, Август Бебель, Штадтхаген, Артур, Генрих Кунов, Франц Меринг, Вурм, Эммануэль.
Среди студентов: левый ряд, слева во втором ряду — Вильгельм Пик, правый ряд, третий ряд слева — Фридрих Эберт.

Родился в семье портного, Карла Эберта (1834—1892) и его жены Катарины Хинкель (1834—1897). Был седьмым из восьми детей, трое из которых умерли в младенчестве. Выучился ремеслу шорника, затем в течение нескольких месяцев путешествовал по южной и западной Германии. Одновременно он участвовал в объединении мастеров в союзы и профессиональные ассоциации. 
В Мангейме он познакомился с социалистическим и профсоюзным движением через сводного брата своего отца, который жил там и приблизительно в  1889 году вступил в Социалистическую рабочую партию Германии. В этот период получил представление о марксистских произведениях и работах Фердинанда Лассаля. После вступления в партию и профсоюз он работал агитатором и организатором. В 1889 году он становится секретарем союза шорников в Ганновере. Был поставлен под наблюдение государством в рамках Социалистического акта до его отмены в 1890 году, был включен в «черный список» работодателями как нежелательный агитатор.
В мае 1891 году перебрался в Бремен, где прожил 14 лет. Он стал председателем местной ассоциации обойщиков, одновременно возглавлял нелегальный местный картель свободных профсоюзов. В марте 1893 года получил постоянную работу редактором в «Бремер Бюргер-Цайтунг», газете Бременского отделения СДПГ. В следующем году он покинул редакционную группу и арендовал ресторан «Zur guten Hilfe», позже он эту деятельность старался не афишировать. 
Из-за его многочисленных выступлений перед партией и профсоюзами в 1891 году полицейские власти оценили его как самого ревностного агитатора в Бремене. В 1892 году он представил расследование о положении рабочих в бременской хлебопекарной промышленности. Год спустя он стал членом пресс-комиссии партии при газете «Бременские граждане». В марте 1894 года был назначен председателем отделения СДПГ в Бремене и занимал эту должность в течение года. С 1900 года он был освобожденным рабочим профсоюзным секретарем, а с 1902 года — членом партийного правления Бремена. Со временем он сосредоточился на социальной политике: для него борьба с текущими социальными проблемами стала более важной, чем надежда на крах капитализма или теоретические дебаты об экономике и обществе, центральным средством изменения правящих классов он считал победу на выборах.
В 1899—1905 годах он являлся депутатом бременского парламента и председателем фракции социал-демократов. Постепенно организационная сила профсоюзов стала решающим фактором для роста его политического авторитета. Для него было очевидно, что только максимальная сила и внутреннее единство позволят социалистическому движению заставить пойти на уступки как политических оппонентов, так и работодателей. Неоднократно открыто призывал завершить внутрипартийные теоретические споры и заняться практической политической работой.

### В партийном руководстве СДПГ
Постепенно росла его партийная известность на национальном уровне. Этому способствовал съезд социал-демократов, состоявшийся в 1904 году в Бремене, на котором он председательствовал. В 1905 году он был избран на вновь созданную должность партийного секретаря в правлении партии. Причиной создания новой должности было то, что семи оплачиваемым членам исполнительной власти партии нужен был кто-то, кто мог бы взять на себя бюрократическую рутинную работу, для которой не было времени, кроме политической работы в партии или в рейхстаге. На этом посту он занялся также координационной работой с различными партийными подразделениями. Это и дало ему известность среди многих чиновников, которые стали ценить его за его неустанные усилия. В дополнение к чисто бюрократической работе ему все чаще поручали политически значимые задачи. Так он стал связующим звеном СДПГ с общей комиссией профсоюзов. 
В 1912 году во втором туре он был избран депутатом рейхстага. Имея 110 мандатов, фракция СДПГ обрела силу в парламенте.  После смерти Августа Бебеля в 1913 году, получив 433 голоса из 473, он был избран председателем партии. 
В августе 1914 года добился практически единогласной поддержки СДПГ дополнительных военных ассигнований, утверждая, что разразившаяся Первая мировая война была необходимой «оборонительной» мерой. Такая позиция руководства партии во главе с Эбертом и Шейдеманом привела к расколу в партии, вследствие чего левое и левоцентристское крыло покинули партию в начале 1917 года, образовав Независимую социал-демократическую партию Германии.

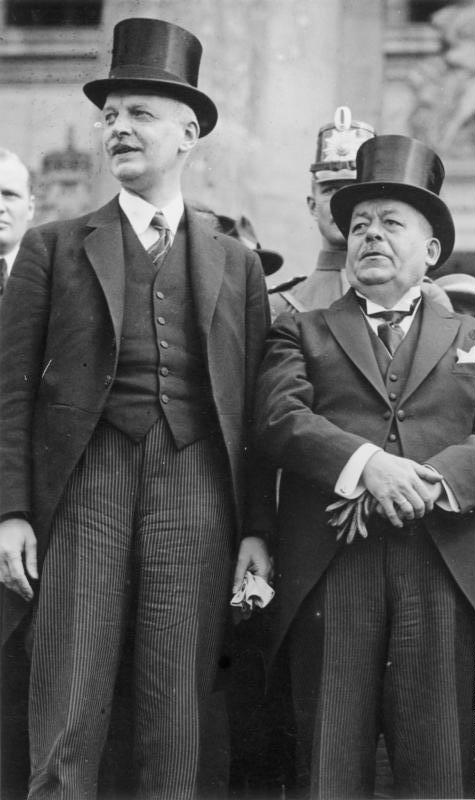
Фридрих Эберт (справа) и рейхсканцлер Вильгельм Куно.

### Во главе правительства. Подавление революции
На фоне остальных деятелей СДПГ Фридрих Эберт отличался прокайзеровскими взглядами. В беседе с рейхсканцлером, принцем Максом Баденским накануне Ноябрьской революции он высказывал надежды на сохранение монархии, а провозглашение республики своим соратником Филиппом Шейдеманом считал «самовольным». Однако после падения монархии в ноябре 1918 года Макс Баденский, сразу после объявления о создании республики передал ему полномочия рейхсканцлера, вскоре должность была переименована и он стал председателем Совета народных уполномоченных Германии. Цель правительства Эберта состояла в том, чтобы ликвидировать прусско-германское государство, установить классическую демократию в западном стиле и поддерживать политический союз между рабочим классом и буржуазией, с одной стороны, и решать первоочередные задачи, такие как демобилизация армии и обеспечение общественного питания, с другой стороны.
Опасаясь растущего влияния коммунистического Союза Спартака, возглавляемого Розой Люксембург и Карлом Либкнехтом, а также занимавшей центристскую позицию Независимой социал-демократической партии, Эберт в конце 1918 года заключил секретную договорённость с руководством армии, представленным Вильгельмом Грёнером. Армия участвовала в повсеместных стычках со спартакистами и подавила поднятое ими восстание. После неудачных переговоров и предотвращения распространения всеобщей забастовки 8 января 1919 года он отдал военный приказ положить конец восстанию.
В то же время после правого Капповского путча, отражённого силами немецких рабочих, объявивших общегосударственную забастовку, к большинству его руководителей, многие из которых позже присоединились к НСДАП, правительство Эберта отнеслось снисходительно — как к силе, противостоящей «красной чуме».

### На посту рейхспрезидента
После январских 1919 года выборов в Национальное собрание Германии он был избран на пост президента Веймарской республики. В своей речи после выборов он определил должность президента рейха как хранителя национального единства, защитника закона и внутренней и внешней безопасности. Рейхспрезидентство Эберта ознаменовалось тяжёлым экономическим кризисом, болезненно сказавшимся на проигравшей войну Германии, и политической нестабильностью. В контексте подписания Версальского договора он выступал за безоговорочное присоединение к нему, но одновременно стремился к его пересмотру. В 1920 году страна столкнулась с вооруженным мятежом — Капповским путчем, который удалось персечь только при поддержке и объединении левых сил. Затем последовало подавление выступлений Рурской Красной армии.
Его президентство также сопровождалось критикой и контрпропагандой со стороны немецких националистических или коммунистических СМИ. Наиболее яркий эпизод был связан с фотографией Эберта в плавках, а не в обычном в то время купальном костюме. Она была многократно тиражирована и карикатурирована и вскоре плавки стали символом антиреспубликанской пропаганды. Президент подал порядка 200 исков об оскорблении, но решения судов были половинчатыми или не в его пользу. 
В ноябре 1923 года он даже вступил в конфликт с собственной партией, покинувшей коалиционное правительство Густава Штреземана. В исторической литературе присутствуют крайне противоречивые оценки его деятельности. Хотя Эберт считал себя сторонником демократии, коммунисты и даже большинство соратников по партии обвиняли его в радикальных антирабочих мерах и тем самым — в косвенной поддержке зарождавшегося нацизма.
Последние месяцы жизни и президентства Эберта были отмечены политическим поражением. Редактор Mitteldeutschen Presse обвинил его в том, что он способствовал военному поражению своим поведением до и после Первой мировой войны. В ходе скандального процесса, который президент в ответ инициировал в Магдебургском окружном суде, было обнародовано его секретное соглашение с генералом Вильгельмом Грёнером. Ему также припомнили его роль в январской забастовке 1918 года. Эберт подчеркнул, что он был избран в забастовочную комиссию только для того, чтобы как можно скорее прекратить забастовку. 23 декабря 1924 года суд признал журналиста виновным в оскорблении главы государства, но в обосновании указал, что его утверждение, что как участник январской забастовки Эберт совершил государственную измену в уголовном смысле было верным. Таким образом, магдебургское судебное решение усилило позиции антидемократического лагеря в его ненависти к республике. В 1931 году Эберт был посмертно реабилитирован Имперским судом.
Из-за процесса Эберт отложил хирургическое лечение аппендицита, который обострился в феврале 1925 года. Он умер 28 февраля в 10.15 утра в берлинском Западном санатории от перитонита, вызванного разрывом аппендикса и диагностированного 23 февраля во время операции. Похоронен на кладбище в Гейдельберге.

## Память
Имя политика носит близкий к СДПГ Фонд имени Фридриха Эберта, который проводит исследовательскую, образовательную деятельность, учебную поддержку и международное сотрудничество в целях развития.
Его именем названы улицы и площади по всей Германии, а также ряд школ.

## Семья
В мае 1894 года вступил брак с Луизой Рамп (1873—1955). У пары было четверо сыновей и дочь:
- Фридрих Эберт-младший (12 сентября 1894 — 4 декабря 1979), занялся политической деятельностью (сначала в СДПГ, затем — в СЕПГ) и стал после Второй мировой войны мэром Восточного Берлина.
- Георг Эберт (25 июня 1896 — 5 мая 1917), женат не был. Детей не имел. Погиб на западном фронте Первой мировой войны.
- Генрих Эберт (13 августа 1897 — 14 февраля 1917), женат не был. Детей не имел. Погиб на балканском фронте Первой мировой войны.
- Карл Эберт (29 апреля 1899 — 21 сентября 1975), был с 1946 по 1964 год членом ландтага земли Баден-Вюртемберг от СДПГ.
- Амалия Эберт (12 августа 1900 — 24 ноября 1931), была замужем за Вильгельмом Янеком (1896—1949). Имела 2 детей. Её сын Генрих Янек (1928—2014), работал журналистом, публицистом и историком.